# LNB Pro A 2000-01
La LNB Pro A 2000-2001 fue la edición número 79 de la Pro A, la máxima competición de baloncesto de Francia. La temporada regular comenzó el 14 de octubre de 2000. y acabó el 23 de junio de 2001. Los ocho mejor clasificados accederían a los playoffs, mientras que el ALM Évreux Basket y el Besançon BCD descendendieron a la Pro B.
El campeón sería por séptima vez en su historia el ÉB Pau-Orthez tras derrotar al ASVEL en la final en tres partidos.

## Equipos 2001-02
| Equipo                      | Ciudad              | Pabellón                                    | Capacidad |
| --------------------------- | ------------------- | ------------------------------------------- | --------- |
| Olympique d'Antibes         | Antibes             | Salle Jean-Bunoz                            | 5000      |
| Besançon Basket Comté Doubs | Besançon            | Palais des sports Ghani-Yalouz              | 4200      |
| JL Bourg-en-Bresse          | Bourg-en-Bresse     | Salle des Sports                            | 2300      |
| ÉS Chalon-sur-Saône         | Chalon-sur-Saône    | Maison des Sports                           | 2200      |
| Cholet Basket               | Cholet              | La Meilleraie                               | 5191      |
| JDA Dijon                   | Dijon               | Palais des Sports Jean-Michel Geoffroy      | 4600      |
| ALM Évreux Basket           | Évreux              | Salle Jean Fourre                           | 3400      |
| BCM Gravelines Dunkerque    | Gravelines          | Sportica                                    | 3500      |
| STB Le Havre                | Le Havre            | Salle des Docks Océane                      | 3598      |
| Le Mans Sarthe Basket       | Le Mans             | Antarès                                     | 6003      |
| ASVEL Basket                | Lyon – Villeurbanne | Astroballe                                  | 5643      |
| Montpellier Paillade Basket | Montpellier         | Palacio de los Deportes Pierre de Coubertin | 4003      |
| SLUC Nancy Basket           | Nancy               | Palais des Sports Jean Weille               | 6027      |
| Paris Basket Racing         | París               | Stade Pierre-de-Coubertin                   | 4200      |
| Élan Béarnais Pau-Orthez    | Pau-Orthez          | Palais des Sports de Pau                    | 7813      |
| Strasbourg IG               | Strasbourg          | Rhénus Sport                                | 6200      |

## Resultados

### Temporada regular
|     | Equipo                      | J  | G  | P  | PF   | PC   | Pts | Clasificación       |
| --- | --------------------------- | -- | -- | -- | ---- | ---- | --- | ------------------- |
| 1.  | ASVEL Basket                | 30 | 24 | 6  | 2507 | 2174 | 54  | playoff             |
| 2.  | Élan Béarnais Pau-Orthez    | 30 | 22 | 8  | 2547 | 2244 | 52  | playoff             |
| 3.  | Le Mans Sarthe Basket       | 30 | 22 | 8  | 2589 | 2470 | 52  | playoff             |
| 4.  | Strasbourg IG               | 30 | 21 | 9  | 2518 | 2287 | 51  | playoff             |
| 5.  | JDA Dijon                   | 30 | 19 | 11 | 2335 | 2162 | 49  | playoff             |
| 6.  | SLUC Nancy Basket           | 30 | 19 | 11 | 2416 | 2333 | 49  | playoff             |
| 7.  | ÉS Chalon-sur-Saône         | 30 | 18 | 12 | 2185 | 2073 | 48  | playoff             |
| 8.  | Paris Basket Racing         | 30 | 17 | 13 | 2353 | 2268 | 47  | playoff             |
| 9.  | Cholet Basket               | 30 | 14 | 16 | 2379 | 2343 | 44  |                     |
| 10. | JL Bourg-en-Bresse          | 30 | 13 | 17 | 2303 | 2410 | 43  |                     |
| 11. | BCM Gravelines Dunkerque    | 30 | 12 | 18 | 2516 | 2569 | 42  |                     |
| 12. | Olympique d'Antibes         | 30 | 11 | 19 | 2384 | 2414 | 41  |                     |
| 13. | Montpellier Paillade Basket | 30 | 9  | 21 | 2363 | 2584 | 29  |                     |
| 14. | STB Le Havre                | 30 | 7  | 23 | 2317 | 2631 | 37  |                     |
| 15. | ALM Évreux Basket           | 30 | 7  | 23 | 2246 | 2532 | 37  | Promoción ProA/ProB |
| 16. | Besançon Basket Comté Doubs | 30 | 5  | 25 | 2116 | 2580 | 35  | Desciende a Pro B   |

## Playoff
|  | Cuartos de final | Cuartos de final         | Cuartos de final |                          |    | Semifinales              | Semifinales | Semifinales |  |    | Final        | Final | Final |  |
|  |                  |                          |                  |                          |    |                          |             |             |  |    |              |       |       |  |
|  |                  |                          |                  |                          |    |                          |             |             |  |    |              |       |       |  |
|  | 1.               | ASVEL Basket             | 2                |                          |    |                          |             |             |  |    |              |       |       |  |
|  | 1.               | ASVEL Basket             | 2                |                          |    |                          |             |             |  |    |              |       |       |  |
|  | 8.               | Paris Basket Racing      | 0                |                          |    |                          |             |             |  |    |              |       |       |  |
|  | 8.               | Paris Basket Racing      | 0                |                          | 1. | ASVEL Basket             | 2           |             |  |    |              |       |       |  |
|  |                  |                          |                  |                          | 1. | ASVEL Basket             | 2           |             |  |    |              |       |       |  |
|  |                  |                          | 4.               | Strasbourg IG            | 0  |                          |             |             |  |    |              |       |       |  |
|  | 4.               | Strasbourg IG            | 4.               | Strasbourg IG            | 0  | 2                        |             |             |  |    |              |       |       |  |
|  | 4.               | Strasbourg IG            |                  |                          |    |                          |             |             |  |    |              |       |       |  |
|  | 5.               | JDA Dijon                | 1                |                          |    |                          |             |             |  |    |              |       |       |  |
|  | 5.               | JDA Dijon                | 1                |                          |    |                          |             |             |  | 1. | ASVEL Basket | 1     |       |  |
|  |                  |                          |                  |                          |    |                          |             |             |  | 1. | ASVEL Basket | 1     |       |  |
|  |                  |                          | 2.               | Élan Béarnais Pau-Orthez | 2  |                          |             |             |  |    |              |       |       |  |
|  | 2.               | Élan Béarnais Pau-Orthez | 2.               | Élan Béarnais Pau-Orthez | 2  | 2                        |             |             |  |    |              |       |       |  |
|  | 2.               | Élan Béarnais Pau-Orthez |                  |                          |    |                          |             |             |  |    |              |       |       |  |
|  | 7.               | ÉS Chalon-sur-Saône      | 1                |                          |    |                          |             |             |  |    |              |       |       |  |
|  | 7.               | ÉS Chalon-sur-Saône      | 1                |                          | 2. | Élan Béarnais Pau-Orthez | 2           |             |  |    |              |       |       |  |
|  |                  |                          |                  |                          | 2. | Élan Béarnais Pau-Orthez | 2           |             |  |    |              |       |       |  |
|  |                  |                          | 3.               | Le Mans Sarthe Basket    | 0  |                          |             |             |  |    |              |       |       |  |
|  | 3.               | Le Mans Sarthe Basket    | 3.               | Le Mans Sarthe Basket    | 0  | 2                        |             |             |  |    |              |       |       |  |
|  | 3.               | Le Mans Sarthe Basket    |                  |                          |    |                          |             |             |  |    |              |       |       |  |
|  | 6.               | SLUC Nancy Basket        | 1                |                          |    |                          |             |             |  |    |              |       |       |  |
|  | 6.               | SLUC Nancy Basket        | 1                |                          |    |                          |             |             |  |    |              |       |       |  |
|  |                  |                          |                  |                          |    |                          |             |             |  |    |              |       |       |  |

## Premios de la LNB
MVP de la temporada regular
- MVP extranjero :  Bill Edwards (ASVEL Basket)
- MVP francés :  Jim Bilba (ASVEL Basket)

Mejor jugador joven
- Tony Parker (Paris Basket Racing)

Mejor defensor
- Jim Bilba (ASVEL Basket)

Mejor entrenador
- Vincent Collet (Le Mans Sarthe Basket)